# St. Jakobus der Ältere (Schraudenbach)

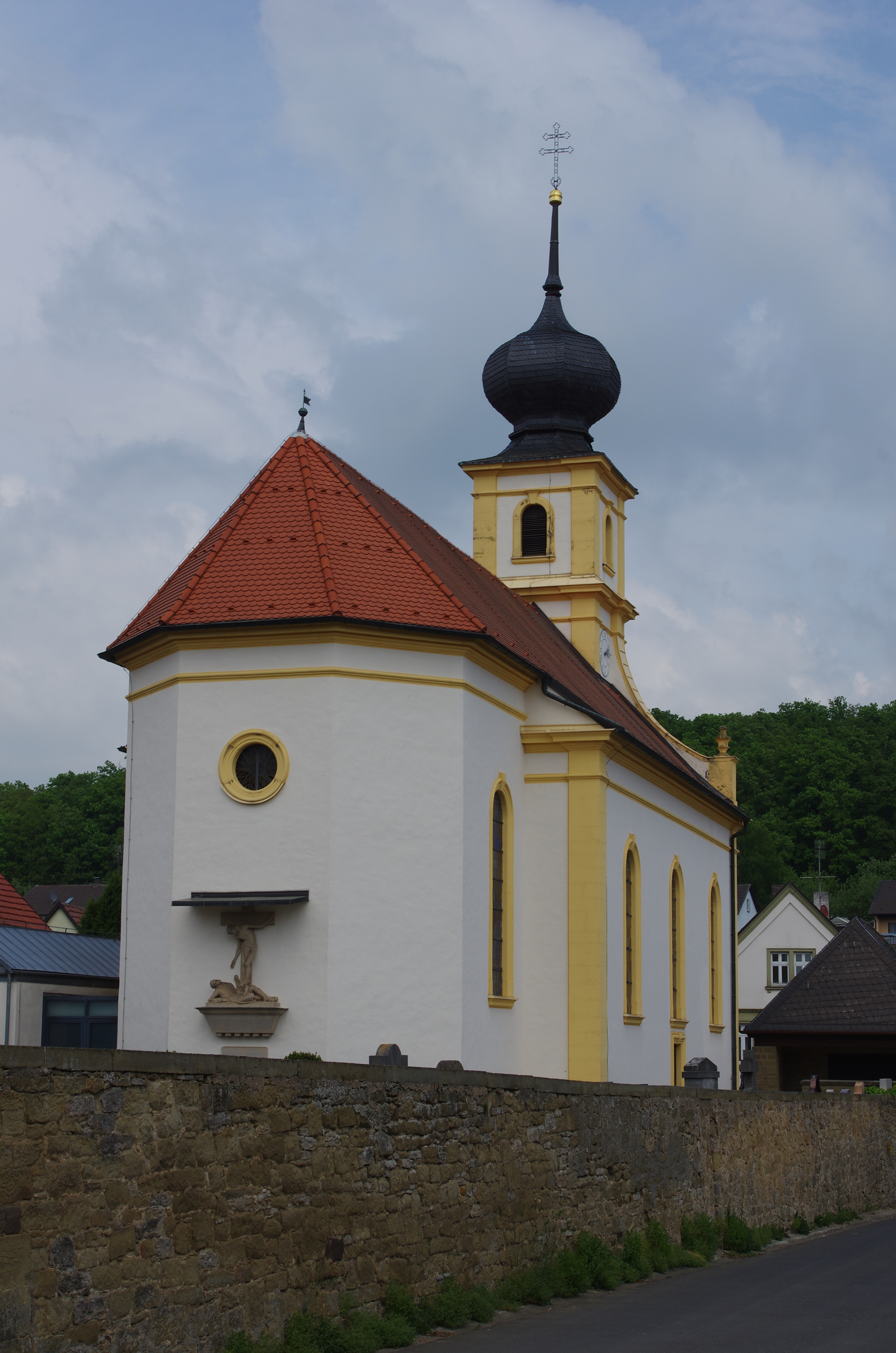
St. Jakobus der Ältere (Schraudenbach)

Die römisch-katholische, denkmalgeschützte Kuratiekirche St. Jakobus der Ältere steht in Schraudenbach, einem Gemeindeteil der Marktgemeinde Werneck im Landkreis Schweinfurt (Unterfranken, Bayern). Die Kirche ist unter der Denkmalnummer D-6-78-193-149 als Baudenkmal in der Bayerischen Denkmalliste eingetragen. Die Kuratiekirche gehört zur Pfarrei St. Georg in der Pfarreiengemeinschaft Heiliger Sebastian (Eßleben) im Dekanat Schweinfurt-Süd des Bistums Würzburg.

## Beschreibung
Die Saalkirche wurde 1752 nach einem Plan von Balthasar Neumann gebaut. Sie besteht aus einem mit einem Satteldach bedeckten Langhaus, einem eingezogenen, außen dreiseitig geschlossenen, innen halbrund geschlossenen Chor im Westen und einem mit einer Zwiebelhaube bedeckten Fassadenturm im Osten, der wie ein Risalit aus dem Langhaus hervorspringt.
Zur Kirchenausstattung gehören der 1784–87 gebaute Hochaltar und die Seitenaltäre, die aus St. Stephan (Würzburg) stammen. Von Oswald Onghers hängen Bilder in der Kirche. Die Orgel mit 17 Registern, zwei Manualen und einem Pedal wurde 1959 von Michael Weise gebaut.